# Barranco de Erques
Barranco de Erques este o arie protejată (arie specială de conservare — SAC, sit de importanță comunitară — SCI) din Spania întinsă pe o suprafață de 262,7 ha, integral pe uscat.

## Localizare
Centrul sitului Barranco de Erques este situat la coordonatele 28°09′51″N 16°46′12″W / 28.1642°N 16.7701°V.

## Înființare
Situl Barranco de Erques a fost declarat sit de importanță comunitară în octombrie 1999 pentru a proteja un număr necunoscut de specii din flora spontană și fauna sălbatică aflate în arealul zonei. Situl a fost protejat și ca arie specială de conservare în ianuarie 2010.

## Biodiversitate
Situată în ecoregiunea , aria protejată conține 4 habitate naturale: Tufărișuri termo-mediteraneene și de pre-deșert, Păduri de Olea și Ceratonia, Păduri endemice cu Juniperus spp., Păduri de pin endemic canariene.
La baza desemnării sitului se află un număr nedeclarat de specii protejate.